# Tommy Freeman (rugby à XV)
Pour les articles homonymes, voir Tommy Freeman et Freeman.

a Compétitions nationales et continentales officielles uniquement.

b Matchs officiels uniquement.
Dernière mise à jour le 4 août 2025.
Tommy Freeman, né le 5 mars 2001 à Oxford (Angleterre), est un joueur international anglais de rugby à XV évolaunt aux postes d'ailier, arrière ou centre avec les Northampton Saints en Premiership.

## Biographie
Tommy Freeman est écarté de l'Academy (centre de formation) des Leicester Tigers à l'âge de 16 ans, avant de rejoindre le Moulton College (en), puis le centre de formation des Northampton Saints.
Il fait ses débuts avec l'équipe senior des Northampton Saints contre les Sale Sharks en Premiership Rugby Cup en 2019 et marque son premier essai en championnat la saison suivante contre Bath Rugby.
Par la suite, il est appelé pour la première fois dans le groupe de l'Angleterre par Eddie Jones pour les test matchs d'automne 2021. Durant cette saison 2021-2022, il se signale en marquant quatorze essais en dix-huit rencontres disputées avec son club.
Lors de la tournée d'été 2022, Tommy Freeman fait ses débuts avec l'équipe nationale contre l'Australie en tant que titulaire (victoire 25-17).
La saison 2022-2023 est tout aussi prolifique pour lui, il inscrit douze essais en dix-neuf rencontres toutes compétitions confondues avec les Saints.
Il est ensuite sélectionné pour le Tournoi des Six Nations 2024. Lors des deux premières journées, il est titularisé et fait ses premiers pas dans la compétition.
Début mai 2025, il est convoqué pour la tournée des Lions britanniques et irlandais en Australie. Il honore sa première sélection avec cette équipe face à l'Argentine le 20 juin suivant. 

## Palmarès

### En club
- Vainqueur du Championnat d'Angleterre en 2024 avec les Northampton Saints.
- Finaliste de la Champions Cup en 2025 avec les Northampton Saints.

### Distinctions personnelles
- Membre de l'équipe type du Tournoi des Six Nations en 2025.
- Élu Joueur anglais de la saison en 2025.